# Кежма (село)
Кежма — упразднённое село в Кежемском районе Красноярского края России. 
Территория села, находившегося на берегу Ангары, была затоплена в 2012 году Богучанским водохранилищем в связи со строительством Богучанской ГЭС, жители переселены. До своего затопления являлось административным центром Кежемского сельского поселения, а до 1988 года — административным центром Кежемского района.

## История
До появления здесь русских на этой территории жили эвенки. Первое упоминание о селе относится к 1665 году. Здесь проходил Ангаро-Илимский водный путь. Кежемская слобода входила в состав Илимского воеводства. С падением значения ангаро-илимского водного пути, Кежма оказалась отрезанной от иркутских земель братскими порогами и отошла в Енисейскую губернию.
В 1675 году через Кежму лежал путь в Пекин Николая Гавриловича Спафария, однако в своём дневнике путешественник не отметил наличия на этом месте ни зимовья, ни слободы. Таким образом, можно предположить, что на 1675 год Кежмы не существовало ни как зимовья, ни тем более как поселения.
В 1878 году в Кежме был 151 двор, православная церковь, часовня, волостное правление, хлебозавод-магазин, две лавки, пороховой подвал, анатомическая изба, два оптовых винных склада, путейный дом. К 1884 году в Кежме уже было 1119 жителей, из них 55 грамотных.
В энциклопедическом словаре Брокгауза и Ефрона, в статье о речке Кежме так описывается село Кежемское, находившееся в её устье:

При устье реки, на правом берегу р. Верхней Тунгуски, расположено по обеим сторонам р. К. село Кежемское с 175 домами и 900 жителями, сельская школа, запасный хлебный магазин. Сюда в июне и январе выходят для уплаты ясака кочующие по pp. К. и Чадобце тунгусы.

Село находилось на берегу Ангары. После пуска в эксплуатацию Богучанской ГЭС эта территория оказалась на дне Богучанского водохранилища.

## Население
| 1939 | 1959  | 1970  | 1979  | 1989  | 2002  | 2010 |
| ---- | ----- | ----- | ----- | ----- | ----- | ---- |
| 2921 | ↗3479 | ↗4450 | ↗5058 | ↘4202 | ↘1471 | ↘331 |

## Известные люди
В Кежме отбывали ссылку революционеры С. К. Сургуладзе и Н. Л. Мещеряков, писатель и журналист Дмитрий Константинович Остросаблин.
В Кежме родился советский разведчик И. И. Ангарский.
В Кежме родился Г. В. Брюханов. imenabratska.ru. Дата обращения: 22 августа 2024. (1932—1998) — начальник управления строительства Усть-Илимской ГЭС.